# Cheirodontinae
Cheirodontinae es una subfamilia de peces de agua dulce de la familia Characidae. Se encuentra subdividida en 16 géneros. Algunas de sus especies son denominadas comúnmente con el nombre de mojarras, y mojarritas. Habitan en lagunas, arroyos, y ríos en regiones templadas y cálidas de América Central y del Sur, desde Costa Rica por el norte hasta el centro de la Argentina.

## Características
Los Cheirodontinae son peces pequeños, con longitudes comprendidas entre los 5 a 15cm. Es un rasgo característico es una zona en la parte delantera de la vejiga natatoria adyacente a la zona muscular, principalmente de forma triangular, el pseudotímpano. Si bien se encuentra en muchas especies de tetras jóvenes, sólo en los Cheirodontinae también se presenta en los adultos; es probable que sea el aparato weberiano, un cuerpo de resonancia más. 
Los dientes se colocan en una fila en la mandíbula y son cónicos, tricúspides o palmados, se estrechan en la base y en la parte superior se ensanchan. Presentan pequeñas espinas en la parte inferior de la aleta caudal en la hembra, las que en el macho son más pronunciadas. 
Los géneros de la tribu Compsurini tienen fecundación interna, mientras que los restantes permanecieron con fecundación externa.

## Taxonomía
Esta subfamilia fue descrita originalmente en el año 1915 por el ictiólogo estadounidense Carl H. Eigenmann. 
Géneros
Esta subfamilia se subdivide en 17 géneros (uno extinto) con 62 especies:
Tribu Cheirodontini
- Cheirodon Girard, 1855
- Ctenocheirodon Malabarba & Jerep, 2012
- Heterocheirodon Malabarba, 1998
- Megacheirodon †
- Nanocheirodon Malabarba, 1998
- Serrapinnus Malabarba, 1998
- Spintherobolus Eigenmann, 1911

Tribu Compsurini
- Acinocheirodon Malabarba & Weitzman, 1999
- Compsura Eigenmann, 1915
- Kolpotocheirodon Malabarba & Weitzman, 2000
- Macropsobrycon Eigenmann, 1915
- Saccoderma Schultz, 1944

incertae sedis
- Aphyocheirodon Eigenmann, 1915
- Cheirodontops Schultz, 1944
- Odontostilbe Cope, 1870
- Prodontocharax Eigenmann & Pearson in Pearson, 1924
- Pseudocheirodon Meek & Hildebrand, 1916